# Панкрушиха (село)
Панкруши́ха (рос. Панкрушиха) — село, центр Панкрушихинського району Алтайського краю, Росія. Адміністративний центр Панкрушихинської сільської ради.

## Населення
Населення — 4916 осіб (2010; 5201 у 2002).
Національний склад (станом на 2002 рік):
- росіяни — 92 %